# Agrias derufata
Agrias derufata är en fjärilsart som beskrevs av Hans Fruhstorfer 1910. Agrias derufata ingår i släktet Agrias och familjen praktfjärilar. Inga underarter finns listade i Catalogue of Life.